# Cyrtochloa
Cyrtochloa es un género de bambúes perteneciente a la familia de las poáceas. Comprende 7 especies descritas y  aceptadas.

## Taxonomía
El género fue descrito por Soejatmi Dransfield y publicado en Kew Bulletin 53(4): 861. 1998. La especie tipo es: Cyrtochloa toppingii (Gamble) J.Dransf. 

## Especies
A continuación se brinda un listado de las especies del género Cyrtochloa aceptadas hasta enero de 2013, ordenadas alfabéticamente. Para cada una se indica el nombre binomial seguido del autor, abreviado según las convenciones y usos. 
- Cyrtochloa fenixii (Gamble) J.Dransf.
- Cyrtochloa hirsuta J.Dransf.
- Cyrtochloa luzonica (Gamble) J.Dransf.
- Cyrtochloa major (Pilg.) J.Dransf.
- Cyrtochloa mindoroensis J.Dransf.
- Cyrtochloa puser J.Dransf.
- Cyrtochloa toppingii (Gamble) J.Dransf.